# جيرار هولتز
جيرار هولتز (بالفرنسية: Gérard Holtz)‏ هو صحفي رياضي ومذيع أخبار فرنسي، ولد في 8 ديسمبر 1946 في الدائرة العاشرة في باريس في فرنسا.

## وصلات خارجية
- جيرار هولتز على موقع IMDb (الإنجليزية)
- جيرار هولتز على موقع ألو سيني (الفرنسية)
- جيرار هولتز على موقع قاعدة بيانات الفيلم (الإنجليزية)